# Portland Trail Blazers 1978-1979
La stagione 1978-79 dei Portland Trail Blazers fu la 9ª nella NBA per la franchigia.
I Portland Trail Blazers arrivarono quarti nella Pacific Division della Western Conference con un record di 45-37. Nei play-off persero al primo turno con i Phoenix Suns (2-1).

## Roster
| N° | Naz.                   | Ruolo | Sportivo        | Anno | Alt. | Peso |
| -- | ---------------------- | ----- | --------------- | ---- | ---- | ---- |
| 5  | Stati Uniti (bandiera) | A     | Jim McMillian   | 1948 | 196  | 98   |
| 10 | Stati Uniti (bandiera) | G     | Ron Brewer      | 1955 | 193  | 82   |
| 11 | Stati Uniti (bandiera) | G     | Willie Smith    | 1953 | 188  | 77   |
| 13 | Stati Uniti (bandiera) | G     | Dave Twardzik   | 1950 | 185  | 79   |
| 14 | Stati Uniti (bandiera) | G     | Lionel Hollins  | 1953 | 191  | 84   |
| 15 | Stati Uniti (bandiera) | GA    | Larry Steele    | 1949 | 196  | 82   |
| 20 | Stati Uniti (bandiera) | AC    | Maurice Lucas   | 1952 | 206  | 98   |
| 23 | Stati Uniti (bandiera) | GA    | T.R. Dunn       | 1955 | 193  | 87   |
| 25 | Stati Uniti (bandiera) | AC    | Tom Owens       | 1949 | 208  | 98   |
| 30 | Stati Uniti (bandiera) | GA    | Bob Gross       | 1953 | 198  | 91   |
| 33 | Stati Uniti (bandiera) | AC    | Ira Terrell     | 1954 | 203  | 91   |
| 36 | Stati Uniti (bandiera) | AC    | Lloyd Neal      | 1950 | 201  | 102  |
| 42 | Stati Uniti (bandiera) | A     | Kim Anderson    | 1955 | 201  | 91   |
| 43 | Bahamas (bandiera)     | AC    | Mychal Thompson | 1955 | 208  | 103  |
| 44 | Stati Uniti (bandiera) | A     | Clemon Johnson  | 1956 | 208  | 109  |

## Staff tecnico
- Allenatore: Jack Ramsay
- Vice-allenatore: Jack McKinney